# Friderico-Francisceum
El Instituto Friderico-Francisceum (en alemán Friderico-Francisceum-Gymnasium, FFG) es un colegio de educación secundaria («Gymnasium») de Bad Doberan, una ciudad pequeña en el estado alemán de Mecklemburgo-Pomerania Occidental. Los estudiantes de los grados 7 a 12 asisten a la escuela.
El gimnasio fue fundado el 21 de abril de 1879 por el Gran Duque Federico Francisco II de Mecklemburgo-Schwerin. Fue nombrado después del fundador por su hijo, Federico Francisco III, en el año de 1883. Durante la RDA, la escuela se llamó Escuela Goethe.
El edificio principal fue construido en 1889 por el arquitecto Gotthilf Ludwig Möckel. El gimnasio se mudó a un edificio nuevo en 2001.

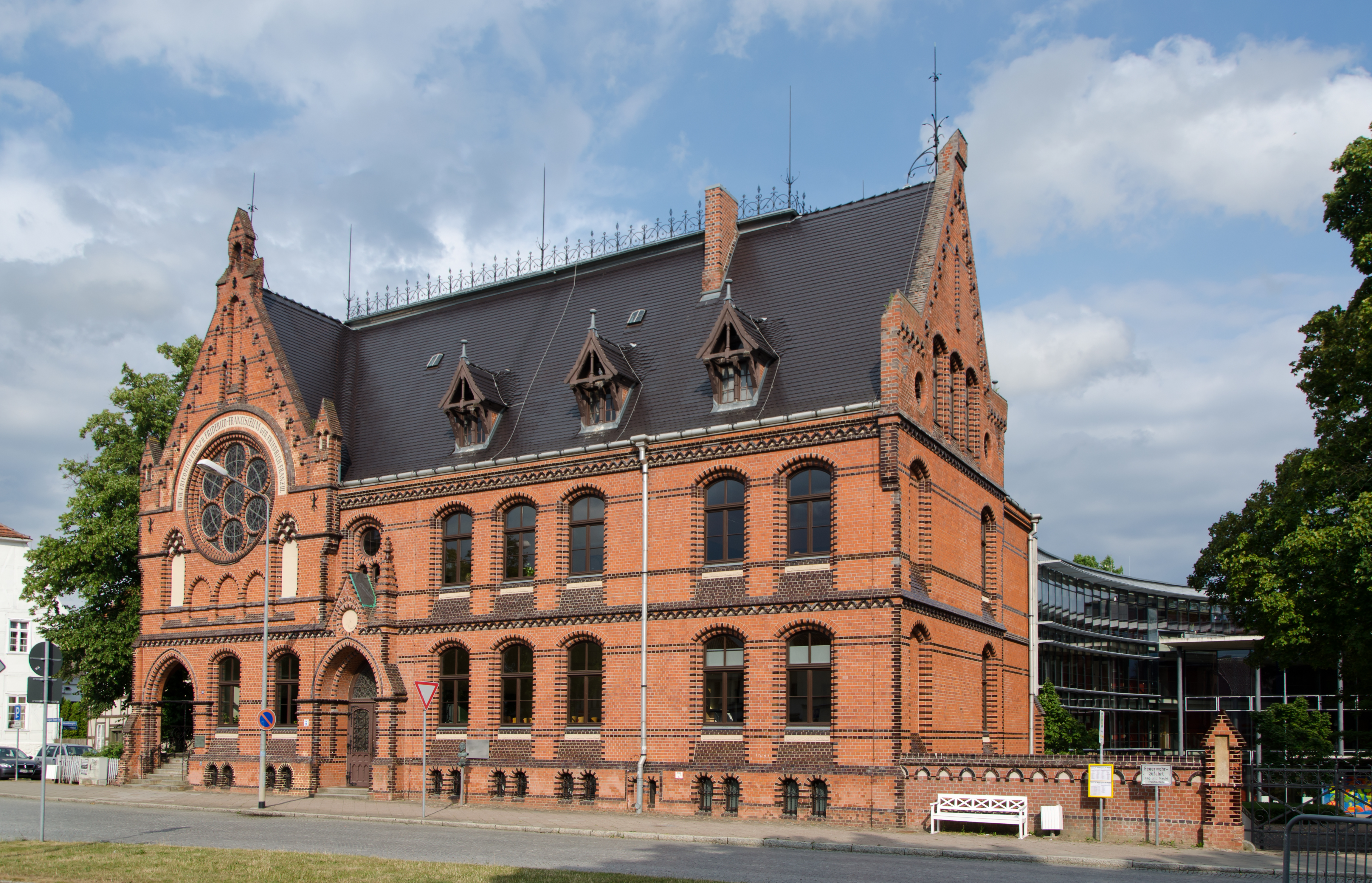
Edificio antiguo
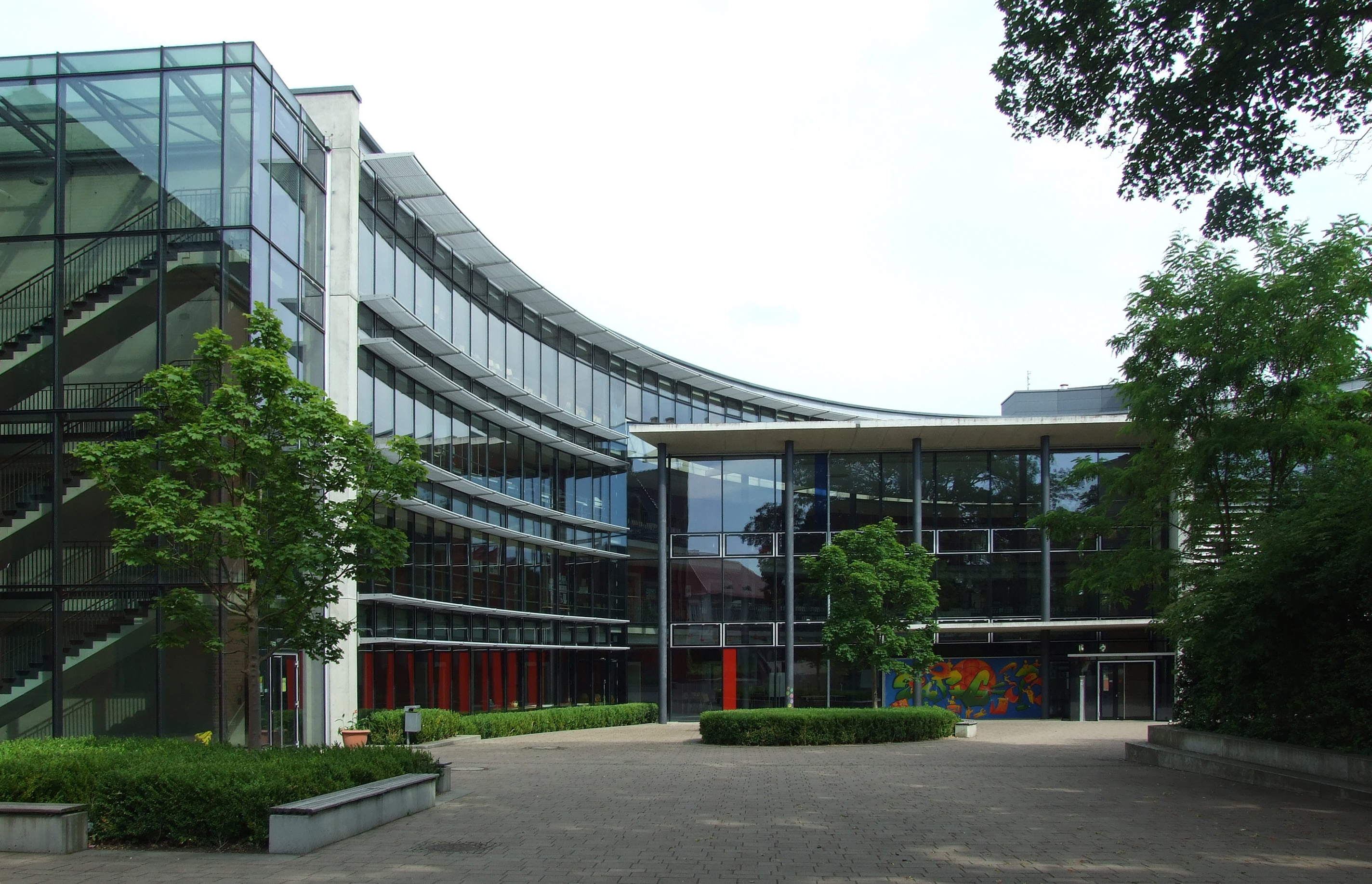
Edificio nuevo
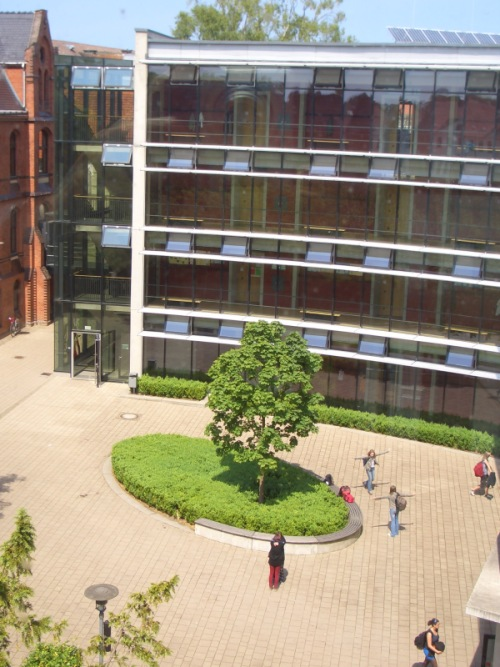
Patio escolar

Entre sus alumnos se cuenta el príncipe consorte de los Países Bajos Nicolás de Amsberg.